# Ahmet Davutoğlu
Ahmet Davutoğlu (Taşkent, 26. veljače 1959.), turski političar, diplomat i sveučilišni profesor. 
Bio je predsjednik Vlade Republike Turske od kolovoza 2014. do svibnja 2016. U razdoblju od 2009. do 2014. obnašao je dužnost ministar vanjskih poslova Republike Turske, prije čega je obnašao dužnost glavnog savjetnika premijera Recepa Tayyipa Erdoğana. Od 27. kolovoza 2014. bio je i predsjednik vladajuće Stranke pravde i razvitka (AKP), no u svibnju 2016. sazvao je izvanredni kongres stranke, te nakon izbora novog predsjednika AKP 22. svibnja, podnio ostavku na mjesto predsjednika Vlade.